# 伊韦特河
伊韦特河（法語：Yvette，法語發音：[ivɛt]）是一条位于法国法兰西岛大区南部的河流，是塞纳河支流奧爾日河的左支流，长39.3千米。该河发源自伊夫林省莱塞萨尔勒鲁瓦北部的朗布依埃。埃松省数个市镇的名称中含有该河：伊韦特河畔比尔、伊韦特河畔日夫和伊韦特河畔维勒邦。
伊韦特河流经下列省和城镇：
- 伊夫林省: 舍夫勒斯、圣雷米莱舍夫勒斯
- 埃松省: 奧賽、伊韦特河畔维勒邦、帕莱索、隆瑞莫、奥尔日河畔萨维尼